# ریدون ست
ریدون ست (نروژی: Reidun Seth؛ زادهٔ ۹ ژوئن ۱۹۶۶) بازیکن فوتبال زن اهل نروژ بود.